# Брукс (окръг, Тексас)
Вижте пояснителната страница за други значения на Брукс.
Окръг Брукс (на английски: Brooks County) е окръг в щата Тексас, Съединени американски щати. Площта му е 2445 km², а населението - 7976 души (2000). Административен център е град Фалфуриас.